# Holzforschung München
Die Holzforschung München (HFM) ist ein Institut der Technischen Universität München (TUM). Sie betreibt Hochschulausbildung, Forschung- und Entwicklung sowie Servicearbeiten um das Thema Holz für Kunden und Industriepartner. Ziel ist es, Holz als nachwachsende Ressource zu sichern und materialgerecht und effizient einzusetzen.
Organisatorisch gliedert sich die HFM in die drei Professuren Holzwissenschaft (Klaus Richter), Holztechnologie (Jan Willem van de Kuilen) und Holz-Bioprozesse (J. Philipp Benz). Sie gestalten die Lehrinhalte der Bachelor- und Masterstudiengänge der Universität in den Fachgebieten Holz-, Forstwissenschaften und Bauingenieurswesen sowie Nutzung nachwachsender Ressourcen.
In fünf übergreifenden Forschungsbereichen werden wissenschaftliche Forschungsprojekte bearbeitet.-
Die benötigten Gerätschaften werden von dem Forschungslaboratorium Holz zur Verfügung gestellt. Als Untereinheit wird zusätzlich eine bauaufsichtlich anerkannte Prüf-, Überwachungs- und Zertifizierungsstelle für Brandprüfung und Holzbauprodukte betrieben.

## Geschichte
Nach dem Zweiten Weltkrieg hatte der Freistaat Bayern 1949 Bestrebungen ein eigenes Holzforschungsinstitut aufzubauen. Dies geschah fünf Jahre später. Am 1. Oktober 1954 folgte Franz Kollmann dem Ruf der Ludwig-Maximilians-Universität München an den neu geschaffenen Lehrstuhl und wurde Leiter des Institut für Holzforschung und Holztechnik in München. Davor war Kollmann Direktor der durch den Krieg verloren gegangenen Reichsanstalt für Holzforschung in Eberswalde bei Berlin (Mechanisch-technologisches Institut)
Das Institut bezog ein staatseigenes Gebäude der einstigen Prinz-Leopold Kaserne, es ist auch heute noch der Stammsitz.
Zu Beginn gliederte sich das Institut in fünf Abteilungen, deren fachliche Ausrichtung auch in der heutigen wissenschaftlichen Ausrichtung wiederzufinden sind.
- Biologie, Anatomie und Pathologie des Holzes
- Chemie des Holzes
- Physik des Holzes und Verfahrenstechnik in der Holzindustrie
- Mechanische Technologie des Holzes und der Holzwerkstoffe
- Mechanik und Prüfung von Holz und Holzwerkstoffen

1956 wurde die Gesellschaft der Freunde und Förderer der Holzforschung München gegründet und unterstützt sie seitdem ideell sowie finanziell. Mitglieder sind Vertreter der Holzindustrie, Verbände sowie Privatpersonen.
1970 führte eine Gastgruppe der Baufakultät der Technischen Universität München unter Peter Glos systematische Festigkeitsversuche am Holz durch. 1984 wurde Glos als Professor für Physikalische Holztechnologie berufen.
Nach Emeritierung von Kollmann 1972, wurde Horst Schulz 1973 zum Leiter ernannt. Er verfolgte eine verstärkte fachliche Ausrichtung zur Forstwirtschaft. Ab dem Jahre 1974 gehörte das Institut der neu gegründeten Fakultät für Forstwissenschaften der Ludwig-Maximilians-Universität München an. 1993 wurde Gerd Wegener Leiter des Instituts. Ein Jahr zuvor, 1992, wurde die Forstwissenschaftliche Fakultät an den neu gegründeten Wissenschaftsstandort Freising-Weihenstephan verlegt. Als einzige Institution blieb der Lehrstuhl für Holzwissenschaft bis heute am Gründungsstandort in München bestehen.
1999 wurde die Fakultät mit Beschluss des Bayerischen Ministerrates von der Ludwig-Maximilian Universität an die Technische Universität München übertragen und 2000 im Zuge der Gründung des Wissenschaftszentrum Weihenstephan für Ernährung, Landnutzung und Umwelt (WZW) aufgelöst. Gleichzeitig wurde das Institut für Holzforschung und Holztechnik
in ihren heutigen Namen, Holzforschung München, umbenannt und gehört organisatorisch zum WZW.
Seit April 2011 wird die HFM von Klaus Richter geleitet.

## Standort
Der Sitz der Holzforschung befindet sich seit der Gründung in der Winzererstraße in München. Das staatseigene Gebäude gehörte zu der einstigen Prinz-Leopold Kaserne. Sie wurde 1902 für das Königlich Bayerische 1. Schwere-Reiter-Regiment "Prinz Karl von Bayern" erbaut. Ende der 1960er Jahre wurde neben dem Kasernengebäude ein zweiter Bau für das Institut errichtet, der bis heute "Neubau" genannt wird.

## Forschungsbereiche
Die drei rahmenbildenden Professuren werden in fünf verschiedene Forschungsbereiche untergliedert. Sie sind für die wissenschaftliche Forschung und Projektbearbeitung verantwortlich.

### Materialwissenschaft und Werkstofftechnologie
Ein Schwerpunkt dieses Arbeitsbereiches ist die Brandforschung. Es werden Kennwerte zur Bestimmung von Brand- und Schwelverhalten von Holz und Holzwerkstoffen erfasst. Durch die Kenntnisse der Brandprüfungen kann das Material optimiert werden und bei der Entwicklung von Imprägnierungen oder Beschichtungen angewendet werden. Die materialwissenschaftliche Forschung befasst sich mit der Entwicklung und Verbesserung von Holzwerkstoffen wie Kompositdämmstoffen auf Basis von Frässpänen bzw. federelastischen Spänen und nicht-brennbaren Verbundsystemen. Weiterhin beschäftigt sich der Bereich mit der Holzausbeute und Qualität von Buchenschälfurnieren zur Herstellung von Sperrholz und der Entwicklung von Türrohlingen für Brand- und Schallschutztüren.

### Mechanik und Physik
Es werden die Eigenschaften von Holz abhängig von dessen Herkunft und Wuchsbedingungen untersucht. Die Festigkeiten unterscheiden sich durch diese Faktoren. Sie werden mittels Biege- und Zugprüfungen ermittelt und dienen als Grundlage zur Vorhersage der die Leistungsfähigkeit bzw. Lebensdauer von Hölzern.
Die Forschungstätigkeiten stehen in engem Zusammenhang mit Entwicklungen in der Forstwirtschaft. Für einheimische Laubhölzer wie Buche oder Esche, werden maschinelle Sortierverfahren entwickelt, Festigkeit und Steifigkeit des Holzes sowie dessen Bauprodukte und Möglichkeiten der effizienten Bereitstellung von hochwertigem Schnittholz und Holzwerkstoffen untersucht.

### Holz-Bioprozesse
Untersucht werden die biochemischen und molekulargenetischen Mechanismen, die Schimmel- und Braunfäulepilze bei der Zersetzung von Holz anwenden. Sie passen ihren Stoffwechsel auf die jeweilige Biomasse an. Die Erkenntnisse aus der Forschung werden genutzt um die Pilze und deren holzzersetzende Enzyme in der Energiegewinnung aus Biomasse einzusetzen und ungiftige Holzschutzverfahren zu entwickeln. Die Methoden der Holzmodifikation sind eine Alternative zu toxischen Holzschutzmitteln. Modifizierte Produkte sind sowohl während ihrer Lebenszeit als auch bei der Entsorgung umweltverträglich. Mittels molekularbiologischer Methoden (RNA-  und DNA-Analysen) kann sowohl die Wirkungsweise der Modifizierung verstanden als auch die Resistenz gegenüber Pilzen beleuchtet werden. Untersuchungsgegenstand sind thermisch und DMDHEU modifiziertes sowie furfuryliertes und acetyliertes Holz.
Die Forschung wird in Zusammenarbeit u. a. mit dem Technischen Forschungsinstitut Schweden (SP) durchgeführt.

### Rohstoff- und Produktchemie
Der Forschungsbereich beschäftigt sich mit chemische Analysen sowie der chemisch-technologischen Nutzung von Holz und anderen Biomassen. Dazu zählt die chemische Charakterisierung von Holzarten und Lignozellulosen sowie deren jeweilige molekulare Bestandteile, Holzschutzmittelanalysen und das Verhalten der Holzarten in industriell relevanten Prozessen. Wechselwirkungen zwischen Holz und Bindemitteln werden untersucht und Veränderungen bei thermischen Prozessen charakterisiert. Dazu zählt das sogenannte Thermoholz. Durch Modifikation kann Holz in seinen Eigenschaften verändert werden, es wird dauerhafter und erreicht eine höhere Stabilität. Diese ist abhängig von Holzart, Behandlungstemperatur und -dauer.
Außerdem werden akzessorische Holzinhaltsstoffe, die sogenannten Extraktstoffe, isoliert und analysiert. Sie beeinflussen die natürliche Widerstandsfähigkeit und spielen eine Rolle bei Abbauprozessen durch Schadorganismen. Untersucht werden beständige Tropenhölzer, deren molekulares Wirkungsprinzip noch unbekannt ist.

### Stoffstrommanagement
Holz ist ein Roh-, Bau- und Werkstoff, sowie ein wichtiger Energieträger. Aufgrund der vielfältigen Verwendungsmöglichkeiten entstehen
Konkurrenzbeziehungen um den Rohstoff. Um Strategien für die effiziente und nachhaltige Nutzung von Holz entwickeln zu können, werden die Stoff- und Energieflüsse des Rohstoffs und der Palette an Holzprodukten über deren Lebenszyklus analysiert und mit Nicht-Holzprodukten verglichen.
Der Forschungsbereich erstellt Ökobilanzierungen und Nachhaltigkeitsbewertungen für die nationale und internationale Forstwirtschaft sowie Holzindustrie und Bauwesen im Rahmen von Forschungsprojekten und Studien. Ein wissenschaftlicher Forschungsschwerpunkt ist die Bewertung von Verwendungsoptionen für Altholz im Sinne einer Kaskadennutzung.

## Prüf-, Überwachungs- und Zertifizierungsstelle (PÜZ)
Die Holzforschung München ist eine bauaufsichtlich anerkannte und notifizierte PÜZ-Stelle für Holzbauprodukte und Brandschutz. Gemeinsam mit dem Staatlichen Materialprüfamt für den Maschinenbau der Technischen Universität München betreibt die Holzforschung eine Prüfstelle für Holzklebstoffe nach Landesbauordnung.

### Brandprüfung
Das Brandprüflabor der Holzforschung München ist durch das Deutsche Institut für Bautechnik (DIBt) als Prüf-, Überwachungs- und Zertifizierungsstelle bauaufsichtlich anerkannt und notifizert. Es werden folgende Prüfungen durchgeführt:
- Baustoffprüfungen nach DIN 4102:

750°-Ofen (4102-1), Brandschacht (4102-15, -16), Kleinprüfstand (4102-8), Rauchdichteprüfung (4102-1 Anhang A+B), Kleinbrenner (4102-1), Bombenkalorimeter (51900)
- Baustoffprüfungen nach EN 13501-1:

SBI-Prüfstand (EN 13823), 750°- Ofen (EN ISO 1182), Kleinbrenner (EN ISO 11925-2), Kalorimeter (EN ISO 1716), Muffelofen (EN 13820), Schwelprüfgerät (EN 16733)
- Schmelzpunktbestimmung von Mineralwolle nach DIN 4102-17
- Feuerwiderstandsprüfungen nach DIN 4102, EN 1363, 1364 und 1634
- Klassifizierungen von Bauprodukten und Bauarten zu deren Brandverhalten: DIN 4102-1, -2 und -5 EN 13501-1 und -2

Die Stelle ist befugt, Allgemeine bauaufsichtliche Prüfzeugnisse und Gutachten zu erstellen. Es wird die nach Baurecht erforderliche Überwachung und Zertifizierung durchgeführt.

### Überwachung und Zertifizierung
Die Holzforschung München ist als Zertifizierungsstelle nach Bauproduktenverordnung (CE-Kennzeichnung) wie auch nach den Landesbauordnungen (Ü-Kennzeichnung) anerkannt. Sie überwacht und zertifiziert Unternehmen, die z. B. folgende Bauprodukte herstellen:
- Brettschichtholz
- Nach Festigkeit sortiertes Bauholz für tragende Zwecke
- Bauteile mit Nagelplattenverbindung
- Holztafelelemente
- Furnierschichtholz für tragende Zwecke
- Holzwerkstoffe (EN 13986)
- Wärmedämmstoffe (EN 13161 – EN 13171 und EN 14303)
- Unterdecken (EN 13964)
- Gipsplatten (EN 14190)
- Fenster und Türen (EN 14351-1 und EN 16034)

## Xylothek
Die Xylothek (Holzartenkollektion) der HFM besteht aus zwei Teilen. Die wissenschaftlich genutzte Sammlung umfasst über 10.000 Holzmuster und 22.000 Dünnschnittpräparate von mehr als 5.000 Gehölzarten.
Der historische Teil der Sammlung umfasst zwei in Buchform zusammengestellte Holzsammlungen des Ebersberger Geistlichen Candid Huber mit 145 bzw. 117 Exponaten aus Holztafeln und pflanzlichen Teilen. Weiterhin werden die erste seriell gefertigte historische Holzsammlung von Christian Friedrich Bellermann und eine Ausgabe der vom Forstmann Hermann von Nördlinger um 1850 gefertigten Dünnschnittsammlung mit insgesamt 900 Arten aufbewahrt.
Die Xylothek wurde im Gründungsjahr 1954 durch den damaligen Kurator Eberhard Schmidt angelegt. Ab 1971 wurde durch den neuen Kurator Dietger Grosser die Dünnschnittsammlung systematisch ausgebaut.
Daneben beherbergt die HFM eine wissenschaftliche Bibliothek, eine Kultursammlung für Bauholzpilze sowie Mustersammlungen für Lehrzwecke.

## Makoré-Baum

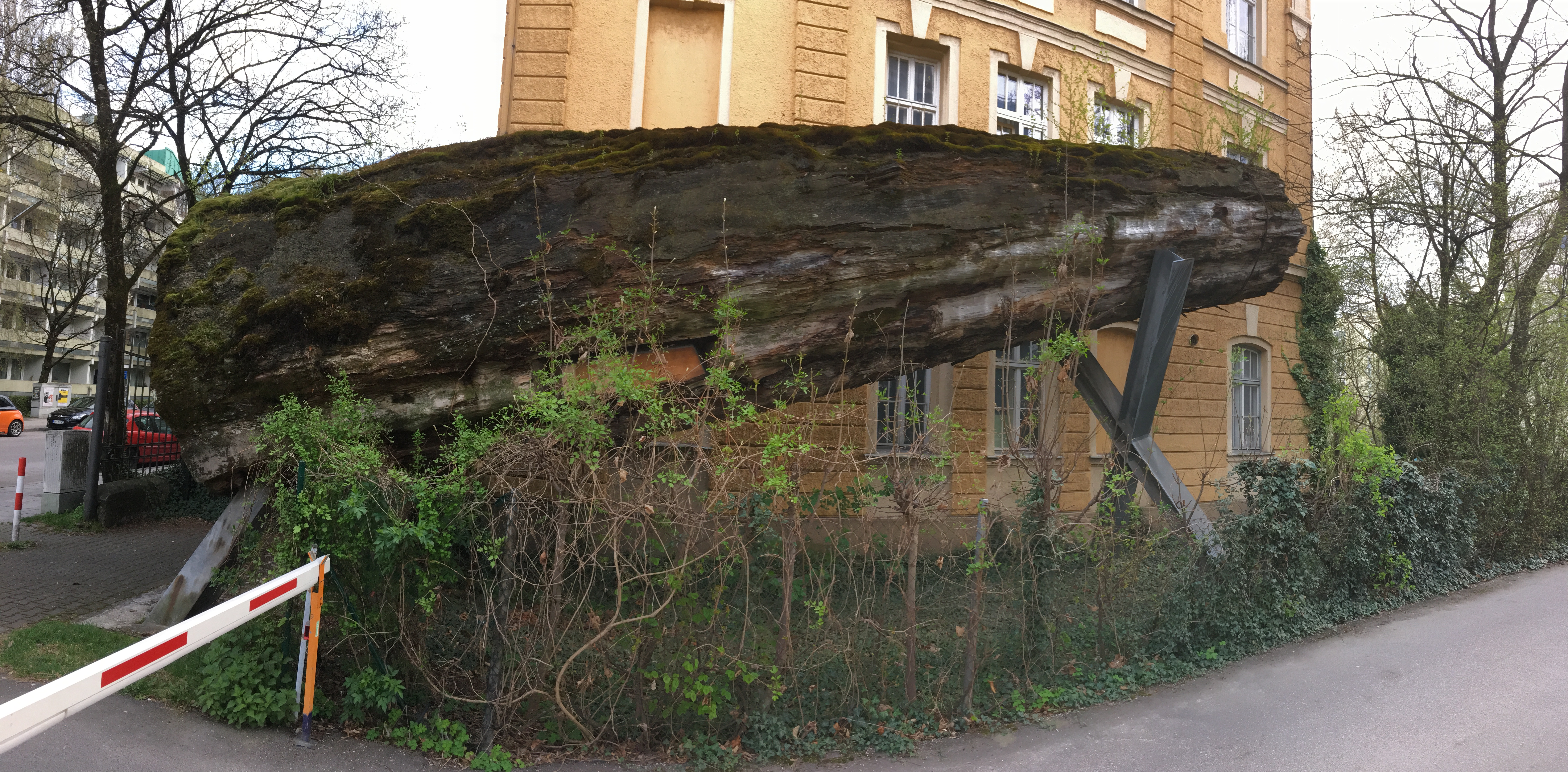
Naturdenkmal Makoré-Baum vor der Holzforschung München in der Winzererstraße

Neben dem Altbau der Holzforschung ist der Stammabschnitt eines Makoré-Baumes (Thiegemella heckelii) ausgestellt. Er wurde 1973 im Rahmen einer Forstmesse von der Elfenbeinküste nach München gebracht und 1980 der Holzforschung übereignet, um ihn als Naturdenkmal zu bewahren.
Makoré ist eine in Westafrika weitverbreitete Baum- bzw. Holzart. Die Hauptwuchsgebiete sind die Elfenbeinküste, Ghana und Kamerun.
Ausgestellt sind die untersten 11 Meter des über 50 Meter hohen Baumriesen, der einen Stammdurchmesser von 4 Meter hat. Sein geschätztes Alter liegt bei 700 bis 800 Jahren.
Der Stammabschnitt war lange Zeit der größte und zugleich der schwerste, der je aus Afrika nach Europa gebracht worden ist.